# 1. FC Kaiserslautern
1. FC Kaiserslautern je nemški nogometni klub, ki domuje v Kaiserslauternu. Klub je bil ustanovljen 2. junija 1900, ko sta se združila  Germania 1896 in FG Kaiserslautern v FC 1900. Leta 1909 so se združili FC 1900, FC Palatia in FC Bavaria v FV 1900 Kaiserslautern. Leta 1929 je sledila ponovna združitev s SV Phönix v novoustanovljeni FV Phönix-Kaiserslautern. Klub je bil v 60. letih 20. stoletja preimenovan v današnji naziv.

## Znameniti igralci
- Michael Ballack
- Mario Basler
- Andreas Brehme
- Hans-Peter Briegel
- Horst Eckel
- Miroslav Kadlec
- Miroslav Klose
- Werner Kohlmeyer
- Pavel Kuka
- Stefan Kuntz
- Werner Liebrich
- Olaf Marschall
- Hany Ramzy
- Ciriaco Sforza
- Klaus Toppmöller
- Fritz Walter
- Ottmar Walter

## Uspehi

### Nemški prvaki
- 1951, 1953, 1991, 1998

### Nemški pokalni prvaki
- 1990, 1996

### Nemški superpokal
- 1991

### Pokal Intertoto
- 1975, 1988, 1989